# Boing (Espanha)
Boing é um canal de televisão infantil espanhol propriedade das empresas de radiodifusão Mediaset España e Warner Bros. A sua programação é baseada em séries animadas infantis, a maioria delas propriedade da WarnerMedia, um conglomerado que produz séries para a Cartoon Network e Cartoonito.

## História
Em 28 de novembro de 2008, Telecinco e Turner chegaram a um acordo para introduzir um bloco de programação infantil no canal Telecinco e Telecinco 2, com cerca de 42 horas de programação por semana. Três dias mais tarde, teve início o contentor Boing, baseado no canal italiano com o mesmo nome.
Meses depois, em 11 de maio de 2009, a Boing passou de Telecinco 2 para Factoría de Ficción, do mesmo grupo, com o mesmo conteúdo e horários semelhantes, uma vez que Telecinco 2 se tornou La Siete e mudou parte da sua programação.
Em 2 de agosto de 2010, a Telecinco anunciou o lançamento da Boing como o seu quarto canal de televisão gratuita, passando de um contentor de séries para um canal temático gratuito dedicado 24 horas por dia aos mais pequenos da casa, com os produtos estrela da Turner. Nas suas primeiras semanas de emissão, Boing ofereceu um loop de programação de seis horas que incluiu as animações Geronimo Stilton, Beyblade: Metal Fusion, Dinosaur King, Demashita! Powerpuff Girls Z, Ben 10: Alien Force, Bakugan: Nova Vestrovia e Inazuma Eleven, para incorporar progressivamente o seu próprio conteúdo nas semanas seguintes numa grelha que, desde então, tem assistido à coexistência de ficção destinada a crianças e adolescentes espectadores.
Em 9 de agosto de 2010, iniciou as suas emissões de teste com uma carta de adaptação e em 23 de agosto um ciclo promocional de séries a transmitir na sua estreia em 1 de setembro do mesmo ano.
A 1 de setembro de 2010, iniciaram as suas emissões oficiais com um programa que incluía uma selecção dos produtos estrela da fábrica Turner - O novo canal infantil da Telecinco foi lançado com uma quota de 0,58%. Com a chegada do novo canal, Boing, o contentor da série Telecinco e Factoría de Ficción passou a chamar-se SuperBoing, embora em 1 de janeiro de 2011 tenha deixado de emitir nos dois canais após a fusão com a Cuatro, e os seus conteúdos tenham sido vistos em exclusivo no canal Boing.
No dia 28 de novembro de 2010 o canal lançou Ed, Edd n Eddy's Big Picture Show, um filme de animação da série Ed, Edd n Eddy. Embora a sua estreia oficial tenha sido um ano e 22 dias antes (em 6 de novembro de 2009) no canal de televisão privada e paga Cartoon Network, foi o primeiro filme transmitido no Boing e a primeira longa-metragem de uma série anteriormente transmitida nesse canal.
Em 31 de maio de 2011, o operador de cabo ONO incorporou o canal Boing no seu pacote básico (que já tem 17 canais infantis) no dial 64, pelo que todos os assinantes do operador têm acesso a este canal.
A 20 de junho de 2011, o grupo criativo e publicitário da Boing, Time Warner e Publiespaña, mudou a imagem corporativa do canal com novos blocos publicitários, acrescentando pára-choques animados na apresentação da série e mais informações. O logótipo foi também alterado para uma tonalidade mais escura e uma forma esférica.
Em 28 de Junho de 2011, a Mediaset España anunciou que, a partir do quarto trimestre do ano, a Publiespaña vai lançar uma política comercial no canal com os contentores Desayuna y Merienda con Boing. Ambos são apresentados pelo robô EVA.
Em 16 de agosto de 2011, a operadora de TV paga Movistar TV incorporou o canal Boing no seu dial 63. Mais tarde, ele mudou para o dial 69.
A 7 de setembro de 2011, o portal oficial da Boing renovou o conteúdo do site, transformando-o na sua nova imagem corporativa e criou novas secções. Entre estas secções estão uma secção de jogos, uma secção de séries, um portal de vídeo e fotografia e um blogue onde os utilizadores são diariamente informados dos novos lançamentos que chegam ao canal.
A 16 de setembro de 2011, o Grupo Zeta lançou a primeira edição da Revista Boing nas bancas. Após um acordo entre o Grupo Zeta e os grupos de comunicação Turner Broadcasting System e Mediaset España, a publicação nasceu com o mesmo impulso do canal infantil.
No sábado, 4 de fevereiro de 2012, o canal infantil da Mediaset Espanha atingiu a sua audiência diária recorde, com uma quota de ecrã de 1,8%, e ficou mesmo um décimo (1,9%) atrás do Neox, o canal temático da Atresmedia. Um mês após ter feito história com os seus dados diários, em 3 de março do mesmo ano, atingiu uma quota de ecrã de 2%, sendo dois décimos do seu principal concorrente Disney Channel (2,2%). Finalmente, semanas após ter atingido o máximo diário com uma quota de 2,0%, no sábado, 14 de abril repetiu o seu sucesso, dando ao canal uma quota de ecrã de 2,5% no total de dias e atingindo o máximo histórico desde a sua estreia. Quase dois meses depois, no dia 2 de junho, o canal infantil da Mediaset España bateu um novo recorde num sábado, dando ao grupo uma quota de ecrã de 2,6% ao dia.
Em julho de 2012, Boing atingiu o máximo mensal na TDT com uma quota de 2,1%, ultrapassando assim em 3 décimos o seu grande concorrente Disney Channel. O canal obteve o melhor resultado da sua história graças a filmes como A Idade do Gelo. Em termos de audiência, é o segundo canal mais visto entre as crianças dos 4 aos 12 anos de idade, com um objectivo comercial de 14,1%.
Em 30 de junho de 2013, o Cartoon Network deixou de emitir em Espanha, mas Turner passou os programas dos seus filhos para Boing num bloco chamado Findes Cartoon Network. Isto seria transmitido todos os fins-de-semana de manhã e mostraria episódios da série Cartoon Network.
A partir de novembro de 2015, um mês após a atribuição de um novo canal HD pelo governo espanhol, a Mediaset emitiu Boing em HD numa base temporária até 7 de janeiro de 2016, como emissões de teste do novo canal (emissão em SD em escala), sendo substituído pelo Energy HD também numa base temporária até 21 de abril, quando se iniciam as emissões regulares do Be Mad TV, o novo canal da Mediaset España.
Em 29 de março de 2016, o canal renovou a sua imagem corporativa, adaptando-a à imagem mundial do canal que estreou a sua versão italiana em 7 de março do mesmo ano.

## Programação
O canal emite séries originais da Cartoon Network e Nickelodeon, e programas da Boomerang e da Teletoon (licenciada pela Turner). Também emite animações com licença Turner, como o Doraemon.

## Audiências
|      | Janeiro | Fevereiro | Março | Abril | Maio | Junho | Julho | Agosto | Setembro | Outubro | Novembro | Dezembro | Media anual |
| ---- | ------- | --------- | ----- | ----- | ---- | ----- | ----- | ------ | -------- | ------- | -------- | -------- | ----------- |
| 2010 | -       | -         | -     | -     | -    | -     | -     | -      | 0,6%     | 0,7%    | 0,6%**   | 0,8%     | 0,2%        |
| 2011 | 0,7%    | 0,8%      | 0,9%  | 1,0%  | 0,9% | 1,2%  | 1,4%  | 1,5%   | 1,4%     | 1,3%    | 1,2%     | 1,3%     | 1,1%        |
| 2012 | 1,3%    | 1,4%      | 1,5%  | 1,6%  | 1,6% | 1,9%  | 2,1%  | 2,2%*  | 2,0%     | 1,6%    | 1,7%     | 1,7%     | 1,7%        |
| 2013 | 1,5%    | 1,6%      | 1,6%  | 1,5%  | 1,6% | 1,8%  | 2,2%  | 2,1%   | 2,0%     | 1,7%    | 1,7%     | 1,8%     | 1,8%        |
| 2014 | 1,5%    | 1,5%      | 1,6%  | 1,5%  | 1,7% | 1,9%  | 2,1%  | 2,1%   | 2,0%     | 1,6%    | 1,5%     | 1,6%     | 1,7%        |
| 2015 | 1,7%    | 1,6%      | 1,5%  | 1,6%  | 1,6% | 1,7%  | 1,8%  | 1,7%   | 1,7%     | 1,5%    | 1,4%     | 1,6%     | 1,6%        |
| 2016 | 1,5%    | 1,4%      | 1,4%  | 1,4%  | 1,4% | 1,5%  | 1,6%  | 1,7%   | 1,4%     | 1,4%    | 1,4%     | 1,6%     | 1,5%        |
| 2017 | 1,3%    | 1,3%      | 1,2%  | 1,5%  | 1,3% | 1,5%  | 1,6%  | 1,4%   | 1,4%     | 1,2%    | 1,3%     | 1,5%     | 1,4%        |
| 2018 | 1,2%    | 1,2%      | 1,2%  | 1,1%  | 1,1% | 1,3%  | 1,4%  | 1,5%   | 1,4%     | 1,2%    | 1,3%     | 1,3%     | 1,3%        |
| 2019 | 1,1%    | 1,0%      | 1,1%  | 1,1%  | 1,1% | 1,2%  | 1,3%  | 1,2%   | 1,2%     | 1,1%    | 1,1%     | 1,2%     | 1,1%        |
| 2020 | 1,1%    | 1,1%      | 0,9%  | 1,0%  |      |       |       |        |          |         |          |          |             |

* Máximo histórico | ** Mínimo histórico